# Cromnella doto
Cromnella doto är en insektsart som beskrevs av Ronald Gordon Fennah 1969. Cromnella doto ingår i släktet Cromnella och familjen Flatidae. Inga underarter finns listade i Catalogue of Life.